# 克拉拉·摩根
克拉拉·摩根（Clara Morgane，1981年1月25日—）是名法國歌手、電視主持人和前色情演員。

## 歌唱生涯
2007年6月18日，克拉拉推出首張專輯《解放宣言》，曲風混合了放克、嘻哈與節奏藍調。她也為整張專輯的歌曲作詞。首張單曲《J'Aime》與饒舌歌手 Lord Kossity 合作。

## 頭銜與獎項
克拉拉在2001年拿下成人電影獎Hot d'Or的「最佳法國新人」。
她被法國《男人幫》選為世界最性感女性第八名。
她也是第一位登上美國版《閣樓》封面的法國女性，總共登上超過40家雜誌封面，包括《VSD》、《男人幫》、《閣樓》、《Private》、《花花公子》、《Newlook》和《Maxim》。

## 音樂作品

### 專輯
- 2007年：《解放宣言》（DéCLARAtions）
- 2010年：《Nuits Blanches》

### 單曲
- 《J'aime》 (duo with Lord Kossity) (2007)
- 《Sexy Girl》 (2007)
- 《Nous Deux》 (2008)
- 《IL》 (2009)

### 音樂錄影帶
- 《J'aime》
- 《Sexy Girl》
- 《Nous Deux》

## 書籍
- （法文） 《Sex Star》, Adcan Edition, 2003, ISBN 2-84814-009-7
- （法文） 《Kâma Sûtra》, Adcan Edition, 2004, illustrated ISBN 2-95165-721-8

## 公司企業
- Sarl Péché Capital Media (PCM)－成立於2003年12月6日
- Sarl M Holding－成立於2007年4月12日

## 延伸閱讀
- （法文） 克拉拉·摩根 (2003). 《Sex Star》 – Adcan Edition – ISBN 2-84814-009-7

## 外部連結
- 官方網站 （页面存档备份，存于） （法文）
- Clara Morgane在互联网电影资料库（IMDb）上的資料（英文）
- Clara Morgane在網際網路成人電影資料庫